# Ludwig Mehlhorn
Ludwig Mehlhorn (* 5. Januar 1950 in Bernsbach; † 3. Mai 2011 in Berlin) war ein deutscher Bürgerrechtler und Mathematiker. Er pflegte während der kommunistischen Herrschaft intensiven Kontakt zu Dissidenten in Polen und war während der Friedlichen Revolution in der DDR Mitgründer der Bürgerbewegung Demokratie Jetzt. Seit den 1960er Jahren wirkte er in der DDR in nicht legalen Menschenrechtsgruppen mit.

## Leben

### Ausbildung, Studium und Beruf

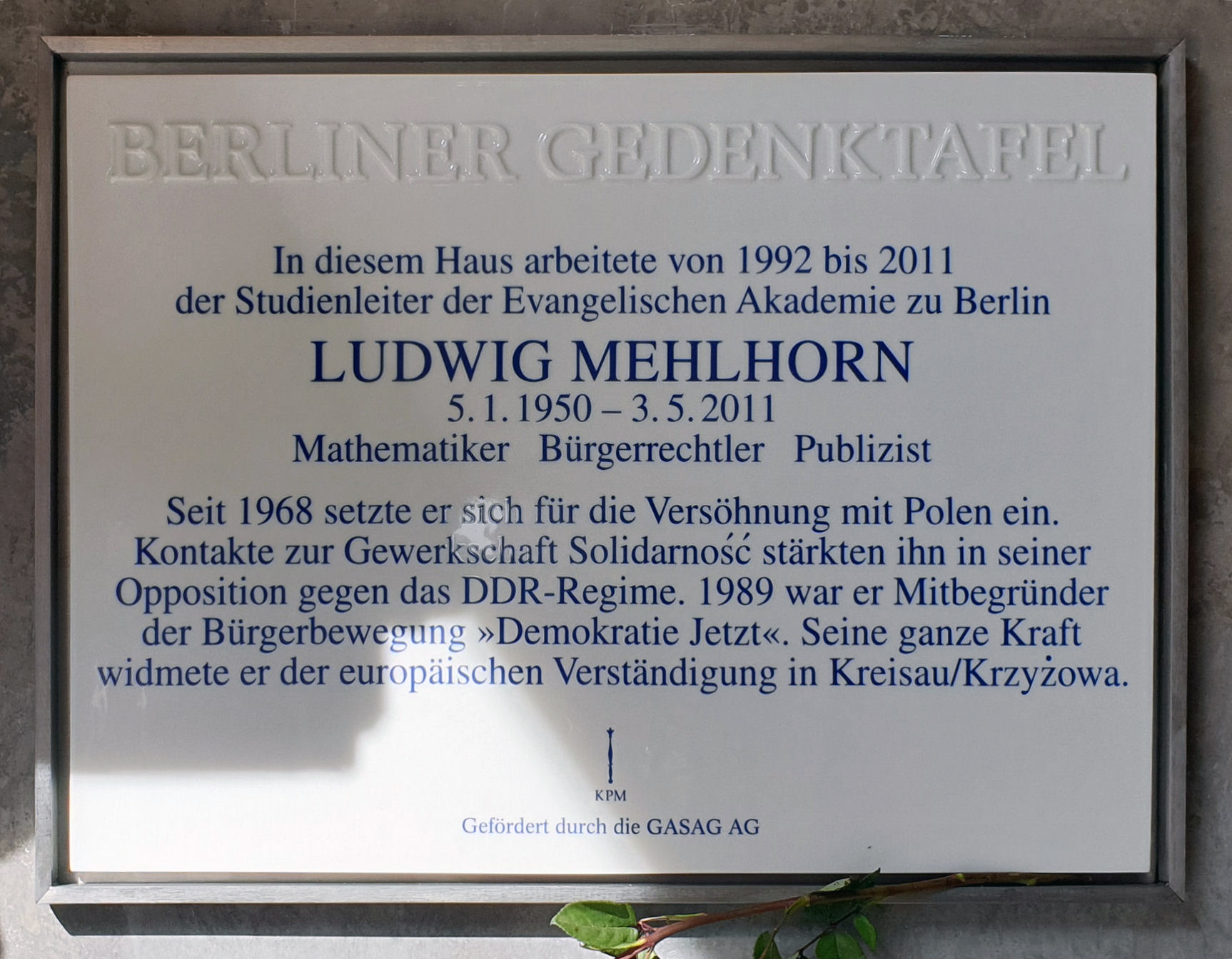
Berliner Gedenktafel am Haus, Charlottenstraße 54, in Berlin-Mitte

Mehlhorn, geboren als Sohn eines Werkzeugmachers und einer Sparkassenangestellten, wuchs in der DDR auf. Nach dem Abitur studierte er von 1969 bis 1974 Mathematik an der Bergakademie Freiberg. Anschließend war er bis 1985 wissenschaftlicher Mitarbeiter und Programmierer im Rechenzentrum der Hochschule für Ökonomie in Ost-Berlin. Wegen seiner oppositionellen Aktivitäten erhielt er Berufsverbot und arbeitete bis 1989 als Hilfspfleger in der evangelischen Stephanus-Stiftung im Ost-Berliner Stadtteil Weißensee bei geistig behinderten Kindern.

### Oppositionelles Engagement
Ab 1968 engagierte er sich in der Aktion Sühnezeichen und in der Evangelischen Studentengemeinde in der DDR. In dieser Zeit entstand sein Interesse an der Versöhnungsarbeit mit Polen.
Ab Ende der 1970er Jahre unterhielt er Kontakt zu polnischen katholischen Intellektuellen und Dissidenten wie Jacek Kuroń vom oppositionellen KOR, Ende der 1980er Jahre vor allem zu Wolność i Pokój (Freiheit und Frieden). In der katholischen Kirche Magdeburgs beteiligte er sich an den vom Sozialpädagogen Günter Särchen initiierten Polenseminaren, die ab 1985 als Anna-Morawska-Seminare bei der Aktion Sühnezeichen von Mehlhorn in Ost-Berlin organisiert wurden und der Verständigung von Polen und Deutschen dienten. Er übersetzte und verbreitete in der DDR politische Texte und Literatur aus Polen.
Ab 1975 engagierte er sich in verschiedenen Friedens- und Menschenrechtskreisen. Lesungen oppositioneller und im SED-Staat ausgegrenzter Schriftsteller fanden in seiner Wohnung am Kollwitzplatz statt. Auch die bundesdeutschen Schriftsteller Hans Christoph Buch und Johano Strasser lasen Ende der 1980er Jahre hier. Zwischen 1987 und 1989 organisierte er mit Stephan Bickhardt mehr als dreißig Schriftstellerlesungen in Privatwohnungen. 1984 verweigerte Mehlhorn den Wehrdienst als Reservist. Er war maßgeblich beteiligt an der Herausgabe der Samisdatpublikation radix-blätter (mit Stephan Bickhardt), Mitglied des Arbeitskreises Solidarische Kirche und gründete die an der Ost-Berliner Bartholomäusgemeinde angesiedelte Initiative Absage an Praxis und Prinzip der Abgrenzung (IAPPA) mit, aus der während der Friedlichen Revolution 1989 die Bürgerbewegung Demokratie Jetzt hervorging.
Mehlhorn hatte als einer der wenigen Intellektuellen in der DDR die deutsche Teilung öffentlich kritisiert. So setzte er sich 1985 im Rahmen der unabhängigen Friedensbewegung und der Initiative Frieden und Menschenrechte für Blockfreiheit (den Austritt beider deutscher Staaten aus Warschauer Pakt und NATO) ein und forderte: „Es gilt die in Jalta beschlossene Teilung Europas zu überwinden.“ 1986 mahnte er die evangelischen Bischöfe Martin Kruse (West-Berlin) und Gottfried Forck (Ost-Berlin) in einem elfseitigen Brief, „an der Perspektive der Einheit festzuhalten“ und Todesopfer sowie Kontakt- und Einreiseverbote nicht hinzunehmen, als beide Bischöfe die Mauer nur als „Folge deutscher Schuld“ kennzeichneten.
In Leipzig nahm Ludwig Mehlhorn im Juli 1989 am statt-kirchentag in der Lukaskirche teil, hielt einen Vortrag zu „Polen seit Solidarność“ und beteiligte sich gemeinsam mit Erhard Eppler, Hester Minnema und Edelbert Richter am von Christoph Wonneberger moderierten Podium „Europäische Hausversammlung“.
Das MfS führte zwei operative Vorgänge gegen ihn, und von 1981 bis 1987 war er mit einer ausnahmslosen Auslandsreisesperre belegt.

### Leben nach der Friedlichen Revolution
Nach den freien Wahlen in der DDR bereitete sich Mehlhorn im Ministerium für Auswärtige Angelegenheiten unter Minister Markus Meckel für eine Tätigkeit in Polen vor, wozu es aber durch die Deutsche Einheit nicht mehr kam, und 1991 war er Referent der Ministerin für Bildung, Jugend und Sport in Brandenburg, Marianne Birthler. Ab 1992 arbeitete er als Studienleiter mit dem Schwerpunkt Ostmitteleuropa bei der Evangelischen Akademie Berlin-Brandenburg. Er organisierte hier vor allem Bildungsveranstaltungen, die die Versöhnung mit Osteuropäern förderten und der Aufarbeitung der gemeinsamen Geschichte dienten.
1990 hatte er die Stiftung für europäische Verständigung gegründet, gehörte deren Stiftungsrat an und war am Aufbau der heutigen Jugendbegegnungsstätte in Kreisau im polnischen Niederschlesien beteiligt. Von 1993 bis zu seinem Tod engagierte er sich im Vorstand der Kreisau-Initiative Berlin e. V., einem Verein, der den Aufbau der Stiftung Kreisau von Deutschland aus durch Netzwerkarbeit, die Organisation von internationalen Begegnungsprojekten und durch Spendeneinwerbung unterstützt. Auch zur Stiftung Zentrum KARTA in Warschau, die sich der Geschichtsaufarbeitung widmet, pflegte er intensive Beziehungen. Er gehörte dem Stiftungsrat der Internationalen Jugendbegegnungsstätte in Oświęcim (KZ Auschwitz-Birkenau) an und beriet die Heinrich-Böll-Stiftung im Fachbeirat Europa. Immer wieder war er beteiligt an Unterstützungsaktionen für demokratische Freiheits-Bewegungen, sei es in der Ukraine, in China oder in Birma.
Im Jahr 2010 erkrankte er schwer an Krebs und starb im Alter von 61 Jahren am 3. Mai 2011 in der Berliner Charité. Er wurde unter großer Anteilnahme deutscher und polnischer Weggefährten auf dem Neuen Friedhof St. Marien-St. Nikolai in Berlin-Prenzlauer Berg bestattet.

## Ehrungen

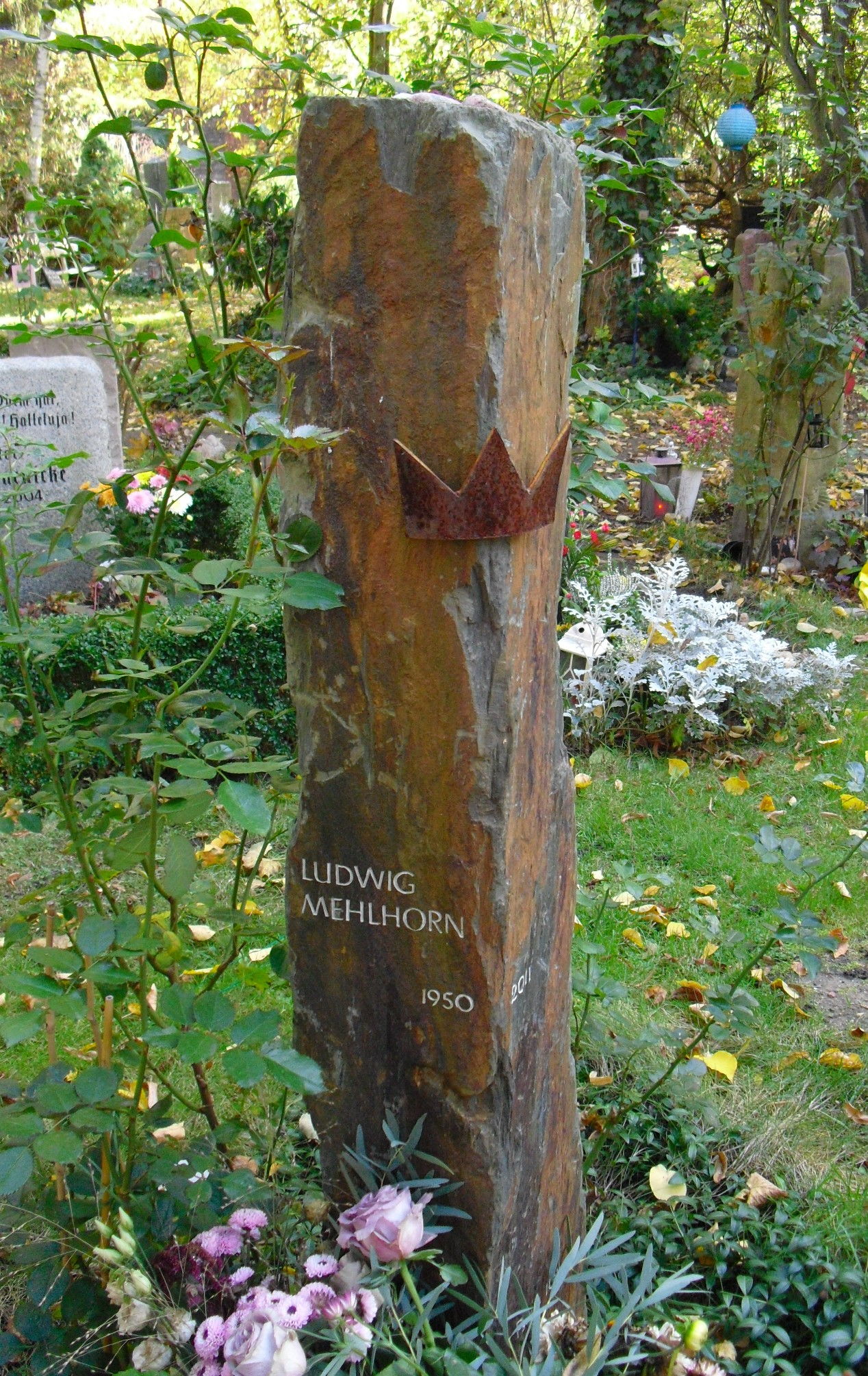
Grabstein auf Neuen Friedhof St. Marien-St. Nikolai

Für sein besonderes Engagement für die deutsch-polnische Verständigung wurde Mehlhorn 2009 gemeinsam mit Wolfgang Templin mit dem undotierten DIALOG-Preis der Deutsch-Polnischen Gesellschaft Bundesverband ausgezeichnet. Władysław Bartoszewski hob bei der Preisverleihung hervor, dass beide „zum authentischen Dialog zwischen Polen und Deutschen beigetragen haben, und zwar in einer Zeit der offiziellen Verlogenheit“.
Am 3. September 2010 würdigte ihn der polnische Staatspräsident mit der erstmals verliehenen Dankbarkeitsmedaille (Medal Wdzięczności) der Solidarność.
Der sächsische Landesbeauftragten für die Stasiunterlagen, Lutz Rathenow, und der Geschäftsführer der Stiftung Sächsische Gedenkstätten zur Erinnerung an die Opfer politischer Gewaltherrschaft, Siegfried Reiprich, bezeichnen Ludwig Mehlhorn in ihrem gemeinsamen Nachruf vom 4. Mai 2011 als „Versöhner und Anreger des Dialogs im besten Sinne des Wortes“. Er gehöre „zu denen, die einen konsequent demokratisch-antikommunistischen Blick im Sinne der osteuropäischen Erfahrungen in die deutschen Diskurse einbrachten. Somit darf er als einer der seltenen Europäer mit ostdeutscher Biografie bezeichnet werden.“
Am 17. Juni 2011 wurde Ludwig Mehlhorn in Anerkennung seiner Verdienste um die deutsch-polnische Zusammenarbeit das Kommandeurkreuz des Verdienstordens der Republik Polen posthum zuerkannt. Polens Staatspräsident Bronisław Komorowski überreichte in der Botschaft der Republik Polen in Berlin-Grunewald den Orden der Witwe Heimgard Mehlhorn unter Verweis auf Mehlhorns Kontakte zur demokratischen Opposition im damaligen kommunistischen Polen, zum Klub der katholischen Intelligenz (KIK) und zum Komitee zur Verteidigung der Rechte der Arbeiter (KOR). Der Zeremonie wohnten neben Familienangehörigen unter anderen Władysław Bartoszewski, Gerd Poppe und Marianne Birthler bei, eine Laudatio hielt auch der Bürgerrechtler und Vertraute Mehlhorns Stephan Bickhardt. Staatspräsident Komorowski würdigte Mehlhorn als einen, der für Demokratie und Freiheit eintrat, als dies im kommunistischen Herrschaftsbereich noch nicht sehr viele taten. Bickhardt erklärte, das Vermächtnis Ludwig Mehlhorns sei: „Zuerst für die Menschenrechte der anderen eintreten!“
Adam Krzemiński würdigte 2014 in einem Essay für die Bundeszentrale für politische Bildung die solitäre oppositionelle Rolle Ludwig Mehlhorns, indem er in der DDR über das polnische antikommunistische Aufbegehren informierte, denn im Gegensatz zur Mehrheit der kritischen Intelligenz in der DDR hatten sich polnische Oppositionelle längst von jeglichem Marxismus verabschiedet.
Am 28. April 2025 wurde in Berlin-Mitte, Charlottenstraße 54, eine Berliner Gedenktafel für ihn enthüllt.

## Werke
- Günter Särchen und Ludwig Mehlhorn: Jan Strzelecki: Erproben im Zeugnis. [Radix Verlag], o. O. [Berlin] o. J. [1989] [radix-Blätter Heft 11. - Samisdat-Druck] (im Bestand der Robert-Havemann-Gesellschaft e. V.)
- Ludwig Mehlhorn: Die Sprachlosigkeit zwischen Polen und der DDR: Eine Hypothek. In: Ewa Kobylinska, Andreas Lawaty, Rüdiger Stephan (Hrsg.): Deutsche und Polen. 100 Schlüsselbegriffe. München/Zürich 1992.
- Ludwig Mehlhorn: Der politische Umbruch in Mittel- und Osteuropa und seine Bedeutung für die Bürgerbewegung in der DDR. In: Materialien der Enquete-Kommission „Aufarbeitung von Geschichte und Folgen der SED-Diktatur in Deutschland“, hrsg. vom Deutschen Bundestag, Band VII/2, Baden-Baden: Nomos 1995.
- Menschen im Widerstand. Helmuth James von Moltke. hrsg. von der Evangelischen Akademie Berlin-Brandenburg und der Kreisau-Initiative Berlin. Redaktion: Ludwig Mehlhorn. Berlin 1995.
- Menschen im Widerstand. Dietrich Bonhoeffers Wirkungen in Polen und Deutschland. hrsg. von der Evangelischen Akademie Berlin-Brandenburg und der Kreisau-Initiative Berlin. Redaktion: Ludwig Mehlhorn. Berlin 1996.
- Ludwig Mehlhorn: „Demokratie jetzt“. In: Eberhard Kuhrt (Hrsg.): Opposition in der DDR von den 70er Jahren bis zum Zusammenbruch der SED-Herrschaft. Opladen 1999, S. 573–597.
- Texte von und Interview mit Ludwig Mehlhorn in: Ilko-Sascha Kowalczuk (Hrsg.): Freiheit und Öffentlichkeit. Politischer Samisdat in der DDR 1985–1989. Berlin 2002. (= Schriftenreihe des Robert-Havemann-Archiv; 7)
- Ludwig Mehlhorn: Zwangsverordnete Freundschaft? Zur Entwicklung der Beziehungen zwischen der DDR und Polen. In: Basil Kerski u. a. (Hrsg.): Zwangsverordnete Freundschaft? Osnabrück 2003.
- Ludwig Mehlhorn (Hrsg.): Ohr der Kirche, Mund der Stummen. Harald Poelchau: eine Tagung zu seinem 100. Geburtstag. Wichern, Berlin 2004, ISBN 3-88981-166-3.
- Ludwig Mehlhorn: Ein schwieriger Lernprozess. „Solidarnosc“ und die Opposition in der DDR. In: Jürgen Haase (Hrsg.): Strajk. Berlin 2007. (Buch zum Film)
- Ludwig Mehlhorn: Das Jahr 1989 und das fortdauernde Problem der Delegitimierung des Kommunismus. In: Marek Zybura (Hrsg.): Die politische Wende 1989/90 im öffentlichen Diskurs Mittel- und Osteuropas. Willy-Brandt-Zentrum der Universität Wrocław, 2007.
- Kreisau / Krzyzowa: Geschichts- und Zukunftswerkstatt für Europa. mit Beiträgen von Jürgen Telschow, Annemarie Franke, Ludwig Mehlhorn, Annemarie Cordes, Adam Krzeminski, hrsg. von der Kreisau-Initiative Berlin. Deutscher Kunstverlag, München 2009, ISBN 978-3-422-02180-8.
- Ludwig Mehlhorn: In der Wahrheit leben. Aus der Geschichte von Widerstand und Opposition in den Diktaturen des 20. Jahrhunderts. Begleitbuch zur Ausstellung. Stiftung Kreisau für Europäische Verständigung, Kreisau 2012, ISBN 978-83-926273-5-7.